# Grua europea
La grua europea (Grus grus) és un ocell de la família dels grúids. Solament migradora a Catalunya i, semblantment al que passa a la resta d'Ibèria, no hi nidifica.

## Morfologia
Mesura entre 114 i 127 cm, assoleix els 4-7 kg de pes i la seua envergadura alar és compresa entre els 200 i els 230 cm. És camallarga i esvelta. D'hàbits terrestres, camina pausadament i manté una actitud esquerpa. La veu és com un craqueig semblant a una trompetada, molt sonor per la particular estructura de la siringe que està enforinyada en l'estèrnum, la qual cosa li dona ressonància. Volant emet uns trinats suaus i audibles a curta distància.

## Costums
S'alimenta d'insectes, llavors, tubercles i petits vertebrats. A Catalunya no és tan freqüent en pas. Existeix una gradació est-oest en les citacions, essent més probable d'observar com més a ponent ens dirigim. Pel que sembla, és més freqüent d'observar-les en trànsit (més en el postnupcial que en el primaveral) que no pas sedimentades. Al Principat de Catalunya se n'han observat força cops (especialment al Solsonès), sempre prop de les valls fluvials per les quals sembla tindre especial predilecció de trànsit. Pot formar grups nombrosos (40, 50, 80 i 400 exemplars) o grupets petits, i rarament se la veu en solitari. A la llacuna endorreica de Gallocanta es pot observar bona part de les més de 50.000 grues migrants (pràcticament la totalitat de la població nord-europea) que trien la península Ibèrica per a passar l'hivern.

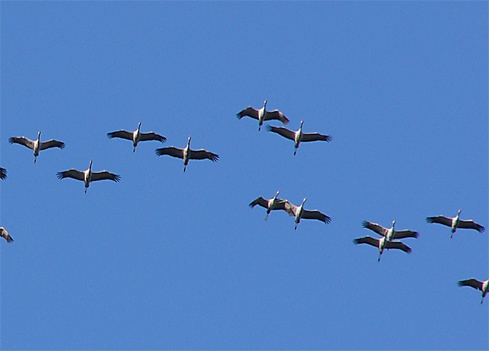
Un estol de grues
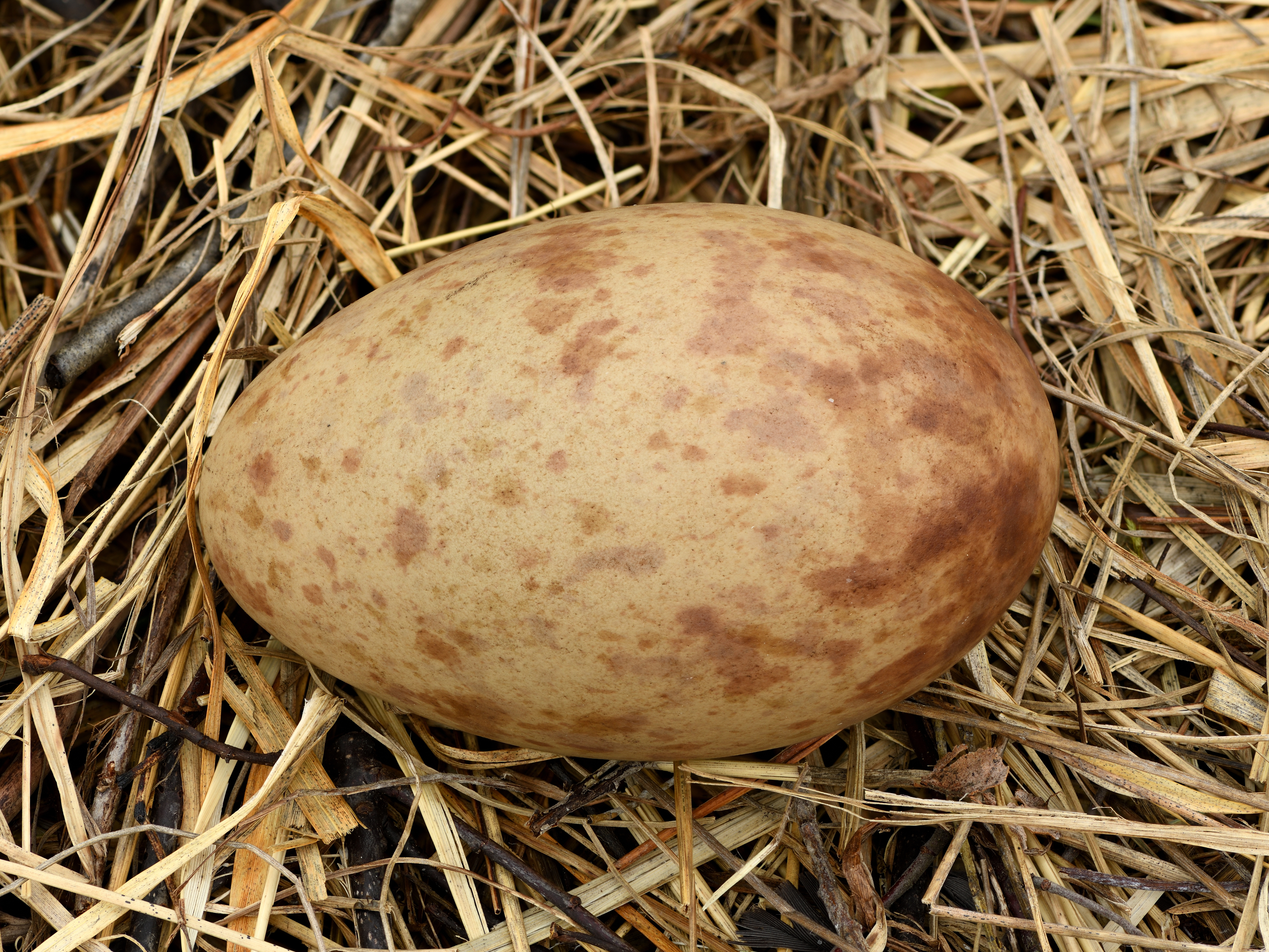
Ou